# Furkotna Przełęcz
Furkotna Przełęcz (słow. Furkotské sedlo, niem. Furkotajoch, węg. Furkota-hágó, 2277 m n.p.m.) – przełęcz położona w bocznej grani Tatr Wysokich odchodzącej od Cubryny w kierunku Krywania (głównej grani odnogi Krywania).
Szeroka przełęcz oddziela od siebie dwa szczyty – Furkot i Ostrą. W grani opadającej na przełęcz z Ostrej na północny wschód położone są jeszcze następujące obiekty (kolejno od Furkotnej Przełęczy):
- Mała Furkotna Turnia (Malá Furkotská veža),
- Niżnia Furkotna Ławka (Nižná furkotská štrbina),
- Pośrednia Furkotna Turnia (Prostredná Furkotská veža),
- Pośrednia Furkotna Ławka (Prostredná furkotská štrbina),
- Wielka Furkotna Turnia (Furkotská veža),
- Wyżnia Furkotna Ławka (Vyšná furkotská štrbina)[2].

Z przełęczy w kierunku doliny Niewcyrki grań opada stromo, od strony Doliny Furkotnej podejście jest łagodniejsze. Na przełęcz nie prowadzi żaden szlak turystyczny. Dawniej używano jej (przechodząc przez grzbiet grani od strony Furkotu) jako połączenie Doliny Furkotnej z Niewcyrką. Droga przez przełęcz prowadzi nie przez jej najniższy punkt, ale nieco dalej na północny wschód w stronę Furkotu
Przejście znane było od dawna koziarzom i pierwszym turystom. Pierwszym znanym z nazwiska turystą, o którym z dużą dozą prawdopodobieństwa możemy powiedzieć, że przeszedł przez tę przełęcz, był Bogusz Zygmunt Stęczyński. Na podstawie analizy jego poematu „Tatry”, pieśń XIII, możemy wnioskować, że podczas swych wędrówek po Tatrach w roku 1845 albo 1851 (z przewodnikiem Józefem Bigosem z Bukowiny) przeszedł on z Doliny Suchej Ważeckiej przez Furkotną Przełęcz do Niewcyrki.  Pierwsze odnotowane przejście zimowe – Józef Lesiecki, Józef Oppenheim, 14 kwietnia 1914 r.